# Athens (Virginia Occidental)
Athens es un pueblo ubicado en el condado de Mercer en el estado estadounidense de Virginia Occidental. En el Censo de 2010 tenía una población de 1048 habitantes y una densidad poblacional de 1.026,99 personas por km².

## Geografía
Athens se encuentra ubicado en las coordenadas 37°25′16″N 81°0′47″O / 37.42111, -81.01306. Según la Oficina del Censo de los Estados Unidos, Athens tiene una superficie total de 1.02 km², de la cual 1.02 km² corresponden a tierra firme y (0%) 0 km² es agua.

## Demografía
Según el censo de 2010, había 1048 personas residiendo en Athens. La densidad de población era de 1.026,99 hab./km². De los 1048 habitantes, Athens estaba compuesto por el 91.13% blancos, el 5.63% eran afroamericanos, el 0.1% eran amerindios, el 2.1% eran asiáticos, el 0% eran isleños del Pacífico, el 0.19% eran de otras razas y el 0.86% pertenecían a dos o más razas. Del total de la población el 1.43% eran hispanos o latinos de cualquier raza.